# Лифшиц, Виктор Исаакович
Виктор Исаакович Ли́фшиц (1924, СССР — 2013, Харьков, Украина) — советский архитектор.

## Биография
Виктор Исаакович Лифшиц участвовал во Второй мировой войне. После войны окончил архитектурный факультет ХИСИ в 1950 г. Работал в Харьковском горно-индустриальном институте, с 1951 г. — в «Укргипровузе», где прошел путь от архитектора до директора и главного архитектора института. Автор и руководитель проектов отдельных корпусов и целых комплексов вузов Украины, России, Болгарии, победитель многих международных и региональных архитектурных конкурсов. Один из авторов теории развития планировочных структур учебных заведений, основатель архитектурной школы, из которой вышло немало ведущих архитекторов страны. Заслуженный архитектор Украины, Действительный член Украинской Академии архитектуры. Лауреат Государственной премии Украины.

## Награды
- Орден «За мужество»
- Орден «За заслуги»
- Медаль «Освободитель Харькова»